# Malato deidrogenasi (decarbossilante l'ossaloacetato) (NADP+)
L'enzima malico (decarbossilante l'ossalacetato) (NADP+) è un enzima appartenente alla classe delle ossidoreduttasi, che catalizza la seguente reazione:
(S)-malato + NADP+ ⇄ piruvato + CO2 + NADPH
L'enzima è in grado di decarbossilare l'ossaloacetato aggiunto.